# Hylomys
Hylomys é um gênero mamífero da família Erinaceidae.

## Espécies
- Hylomys megalotis Jenkins e Robinson, 2003
- Hylomys parvus Robinson e Kloss, 1916
- Hylomys suillus Müller, 1840